# Callodus
Callodus é um género monotipo de besouros pertencentes à família Brachyceridae. A sua única espécie é Callodus costipennis.